# Parada de Arriba (kommun)
Parada de Arriba är en kommun i Spanien.   Den ligger i provinsen Provincia de Salamanca och regionen Kastilien och Leon, i den centrala delen av landet, 190 km väster om huvudstaden Madrid. Antalet invånare är 264.